# Party Killers
Party Killers è un EP di cover del gruppo musicale Speed metal Raven, pubblicato il 1º maggio del 2015.

## Tracce
1. Fireball (cover dei Deep Purple) – 4:11
2. Bad Reputation (cover dei Thin Lizzy) – 3:06
3. He's a Whore (cover dei Cheap Trick) – 2:29
4. In for the Kill (cover dei Budgie) – 3:22
5. Is There a Better Way (cover dei Status Quo) – 3:13
6. Ogre Battle (cover dei Queen) – 4:20
7. Queen of My Dreams (cover degli Edgar Winter Group) – 2:21
8. Too Bad So Sad (cover dei Nazareth) – 5:11
9. Cockroach (cover degli Sweet) – 2:17
10. Tak Me Bak Ome (cover degli Slade) – 3:11
11. Hang On to Yourself (cover di David Bowie) – 2:54

## Formazione
- John Gallagher - voce, chitarra e basso
- Mark Gallagher - chitarra
- Joe Hasselvander - batteria